# Гори Симієн (національний парк)

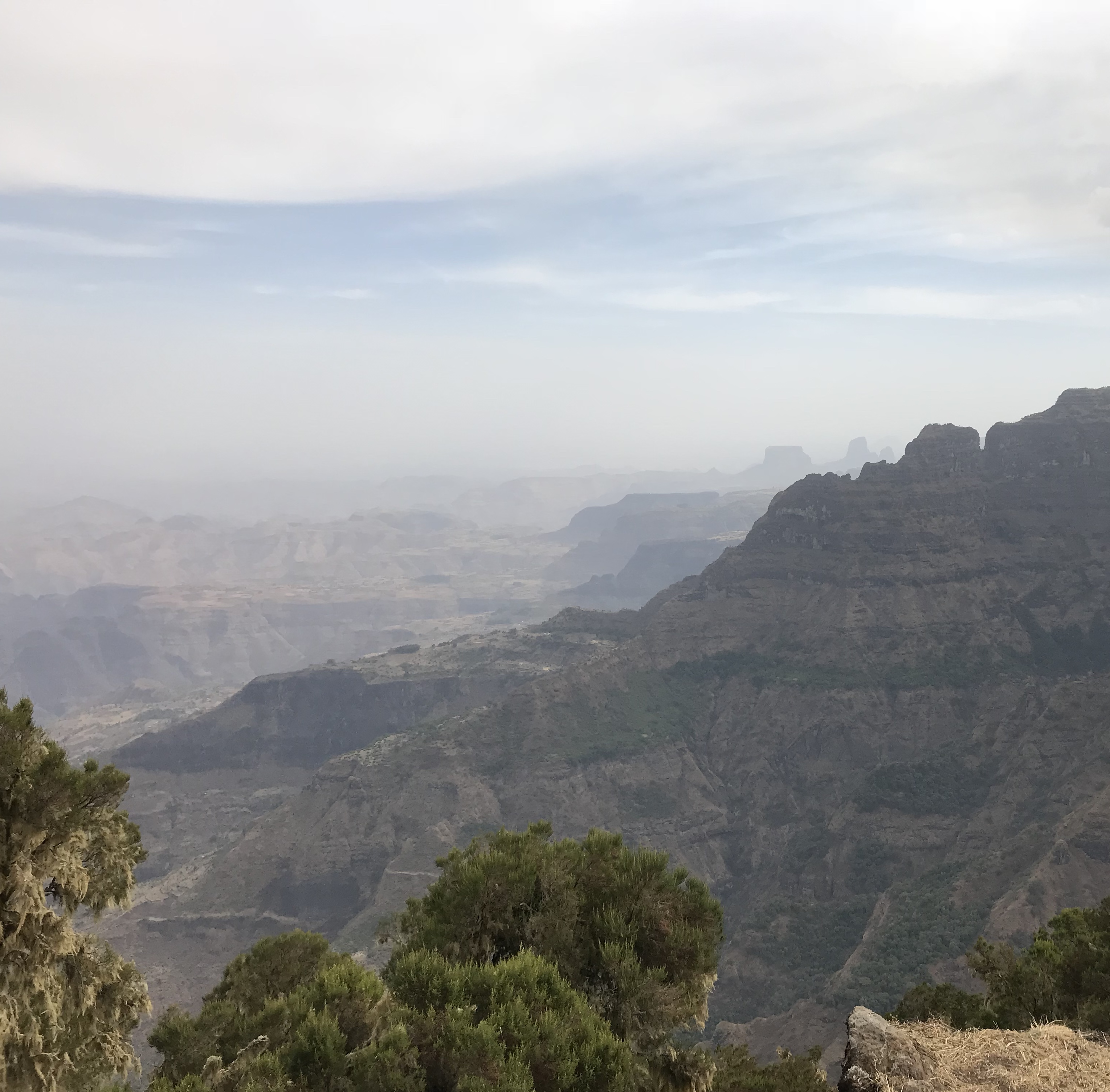
Національний парк Сім'єн

Національний парк «Гори Симієн» — найбільший національний парк Ефіопії. Розташований в зоні Північного Гондару регіону Амхара, його територія охоплює найвищі частини гір Симієн і містить вершину Рас-Дашен, найвищу точку Ефіопії.
Тут проживає низка видів, що перебувають під загрозою зникнення, зокрема ефіопський вовк і ендемічний для цього регіону ефіопський козел, який більше ніде у світі не зустрічається. За останніми оцінками популяція ефіопського козла  складає лише біля 250 особин. Гелада та каракал також зустрічаються в горах Симієн. Понад 130 видів птахів населяють парк, у тому числі бородач ягнятник. 5 видів ссавців та 17 видів птахів є ендеміками Ефіопії та Еритреї.
Парк був заснований в 1969 році Клайвом Ніколом, який написав про свій досвід в горах Симієн у книзі «З даху Африки» (1971 р.).
Національний парк Гори Симієн був одним із перших об’єктів, які ЮНЕСКО внесли до списку Всесвітньої спадщини в 1978 році через його видатне біорізноманіття та вражаючий ландшафт. Через серйозне скорочення популяції деяких характерних для нього місцевих видів в 1996 році, його було додано до Списку всесвітньої спадщини, що перебуває під загрозою. Зі стабілізацією популяції тварин, його було вилучено зі списку у 2017 році.

## Дика природа

### Флора

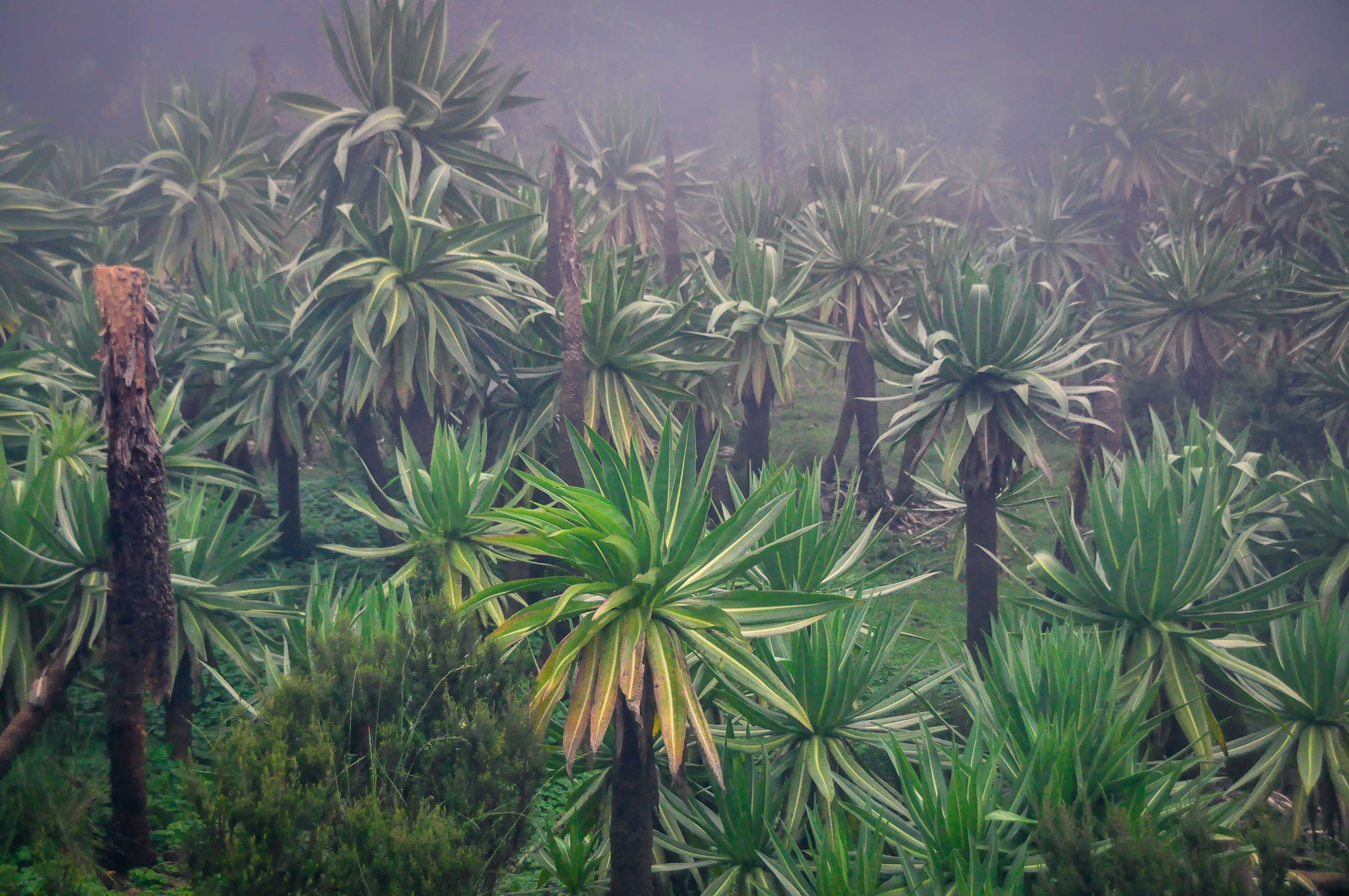
Гігантські лобелії, — ендемічні рослини гір Симієн

В парку переважає африканська альпійська рослинність. Високогірні райони містять гірські савани та верес (Erica arborea), гігантську лобелію (Lobelia rhynchopetalum), жовту примулу (Primula verticillata) і мох (Grimmiaceae). Лишайник густо покриває дерева альпійської зони. Рослинність парку поділена на три частини: гірський ліс (1900-3000 м), субафроальпійський пояс (2700-3700 м) і афроальпійський пояс (3700-5433 м). У гірських лісах зустрічається ялівець (Juniperous procera), африканська секвоя (Hagenia abyssinica), африканська олива (Olea africana), інжир (Ficus spp) і водяна ягода (Syzygium guineense). 

### Тваринний світ
У межах парку живе 21 вид великих ссавців, таких як гелада (Theropithecus gelada), ефіопський вовк (також званий симієнською лисицею, Canis simensis), ефіопський козерог (Capra walie) і бушбак (Tragelaphus scriptus meneliki). Також в парку можна зустріти павіана гамадрила, мавпу колобуса, леопарда, каракала, сервала, дикого кота, плямисту гієну, золотистого шакала та павіана Анубіса, скелястого дамана, звичайного дуїкер і кліпспрінгера

.
Під час експедиції 2015 року було зареєстровано 11 видів гризунів і два види землерийок, усі ендеміки Ефіопського плато, а 7 з них зустрічаються лише в горах Симієн. До них належать Arvicanthis abyssinicus і Crocidura baileyi.
Парк є домівкою для 400 видів птахів, які процвітають у всьому гірському екорегіоні, зокрема абісинський дятел, бородач ягнятник, рудий орел, сип Рюппеля, орел кафрський, нерозлучник чорнокрилий ефіопська іволга, боривітер звичайний, ланер, Buteo augur, крук ефіопський.

## Галерея

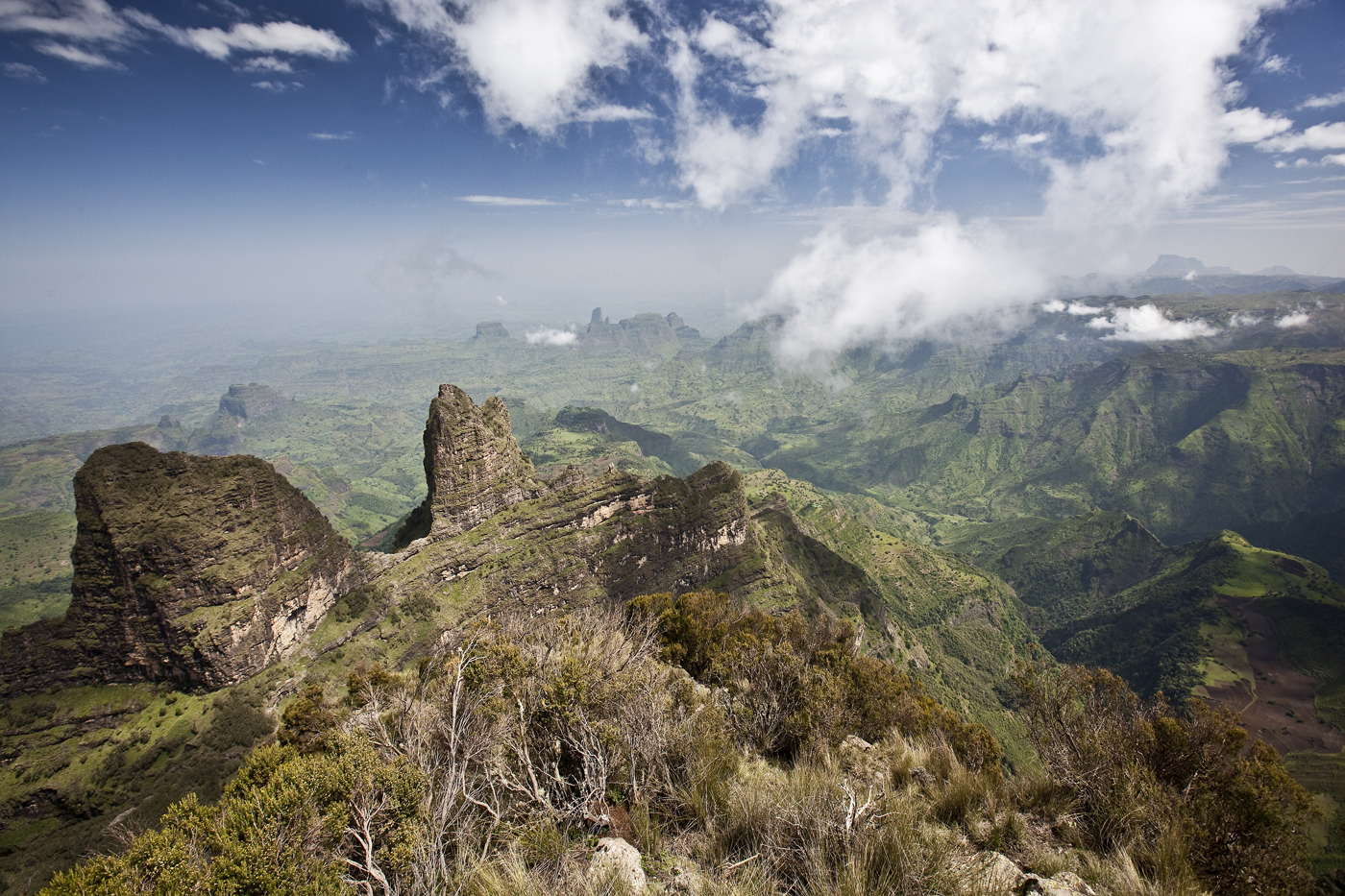
Симієнські гори
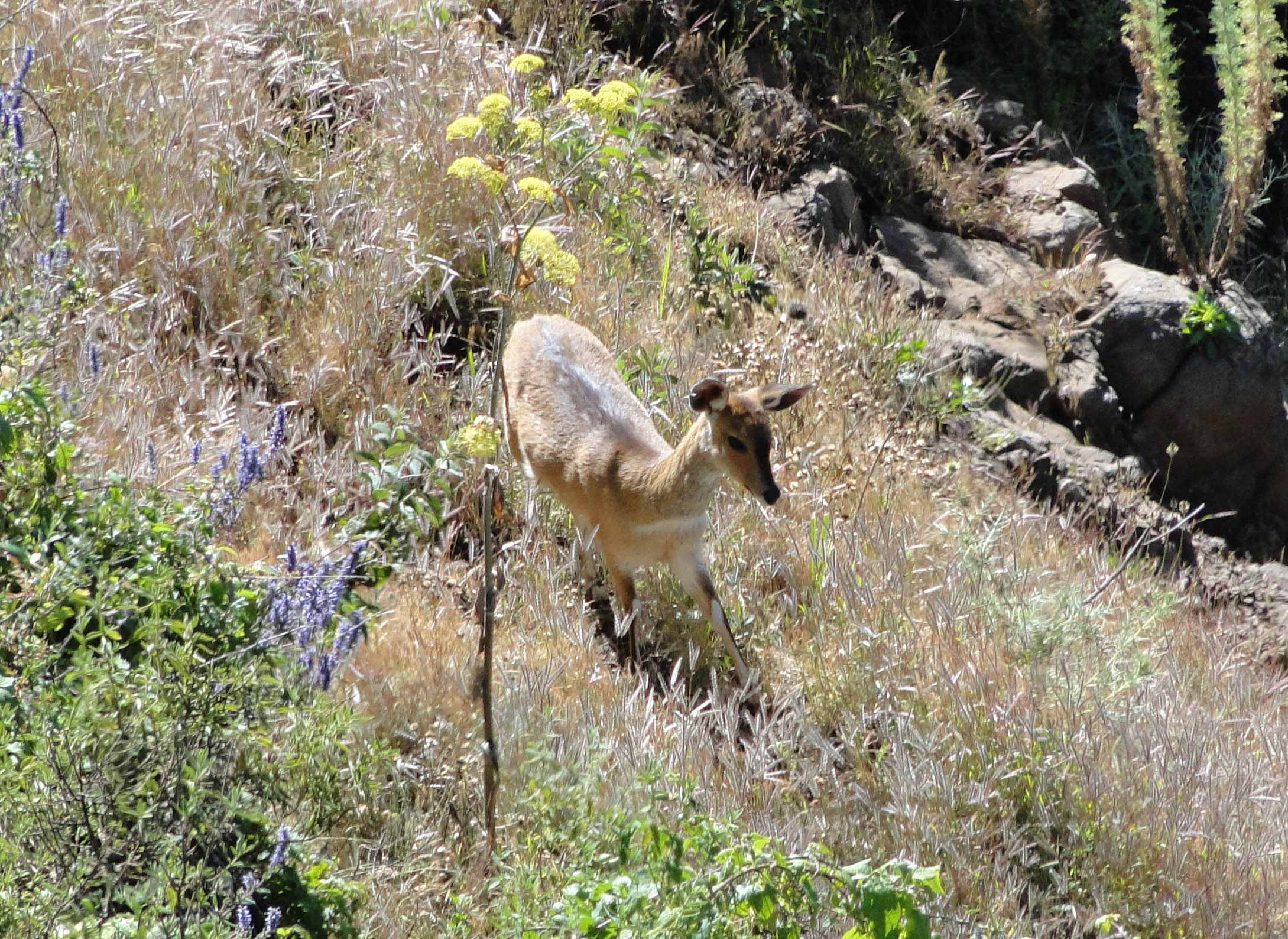
Бушбак
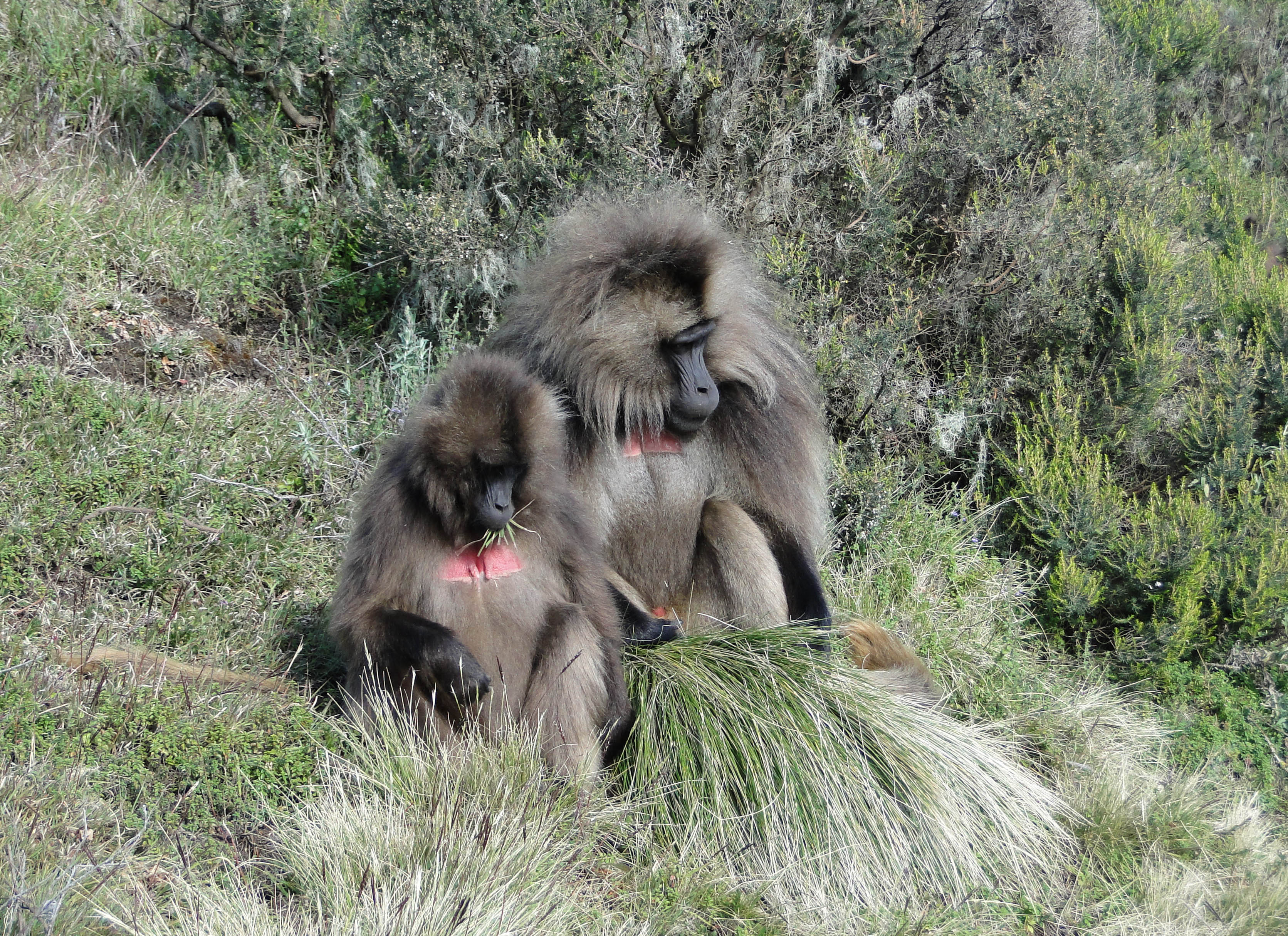
Гелади
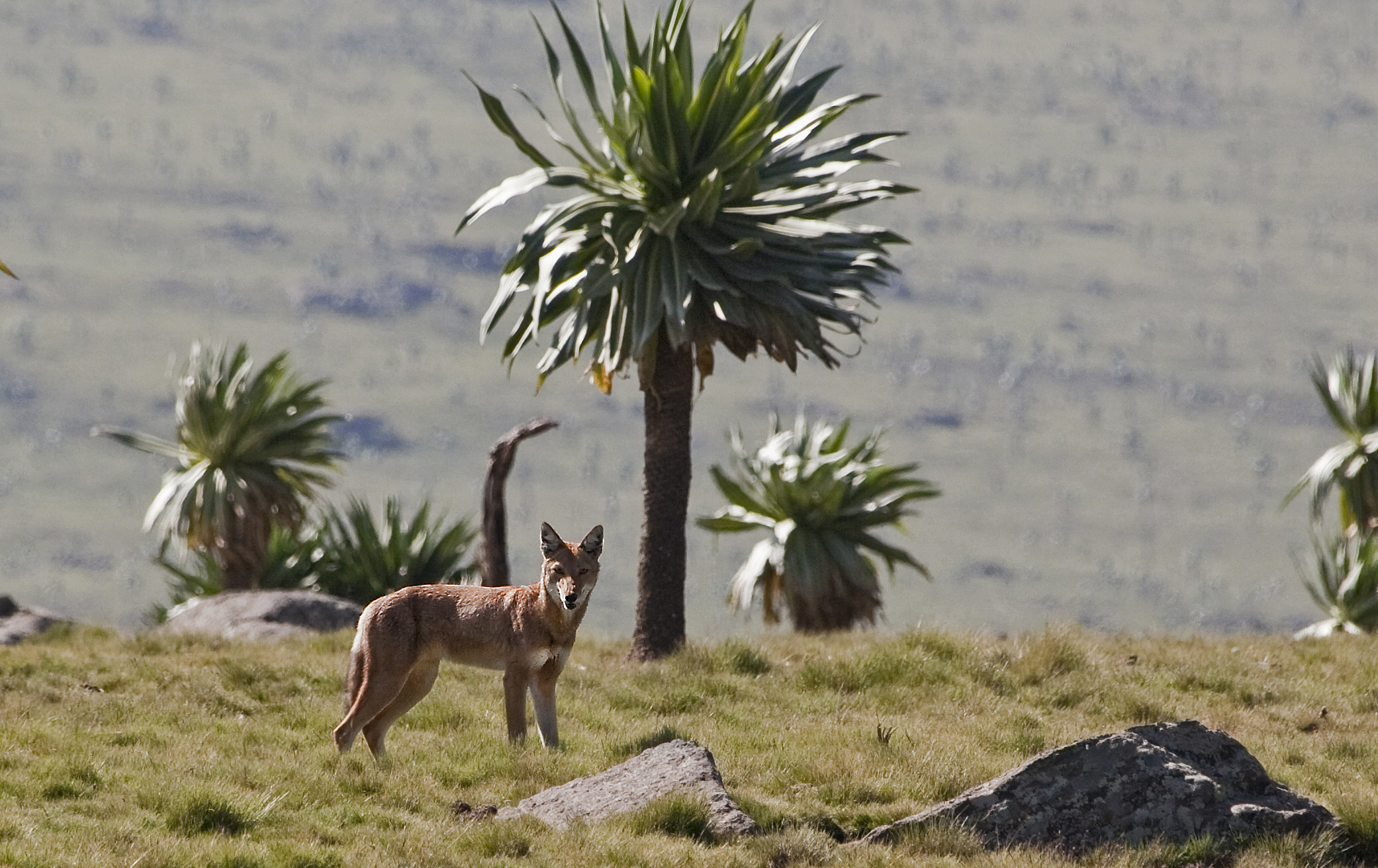
Ефіопський вовк
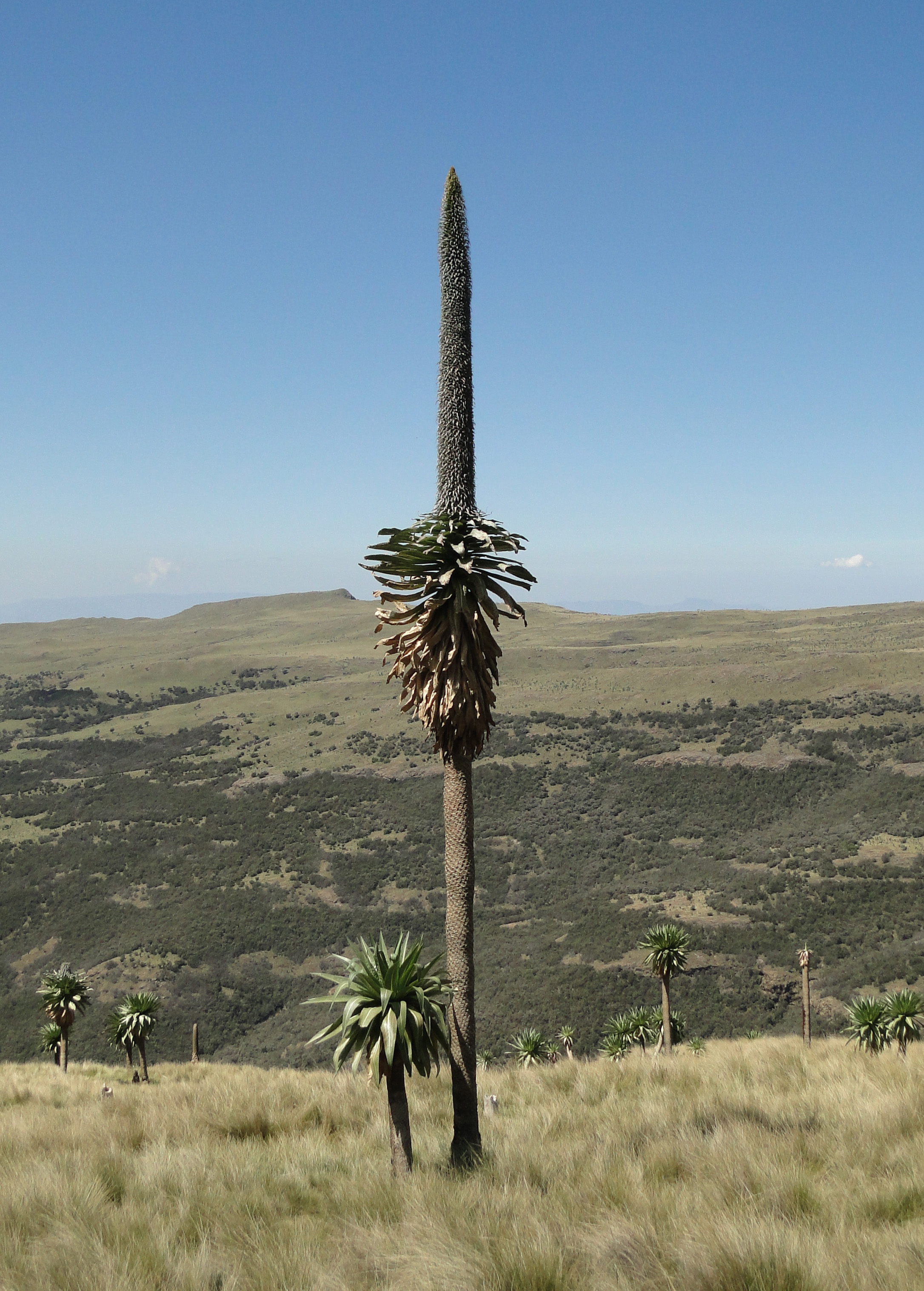
Лобелія ринхопетальна
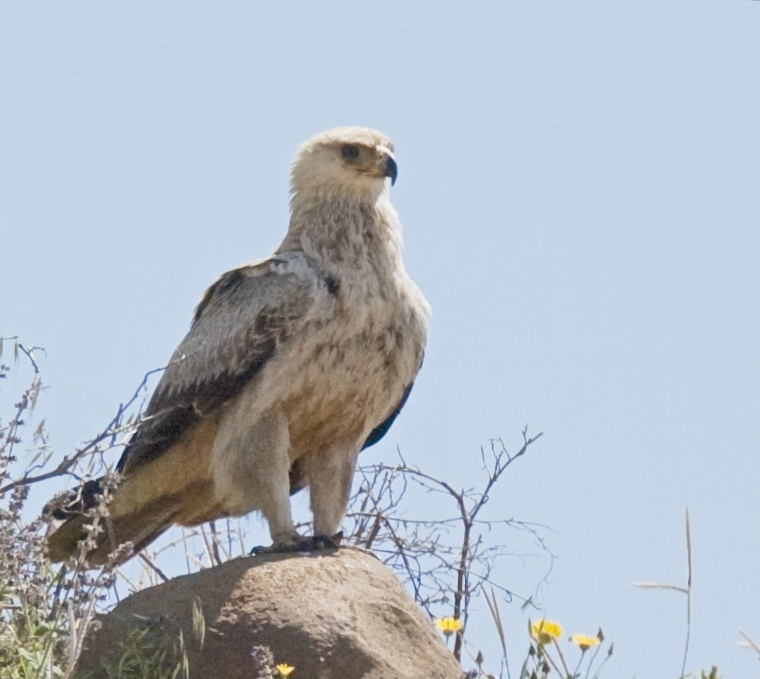
Сірий орел
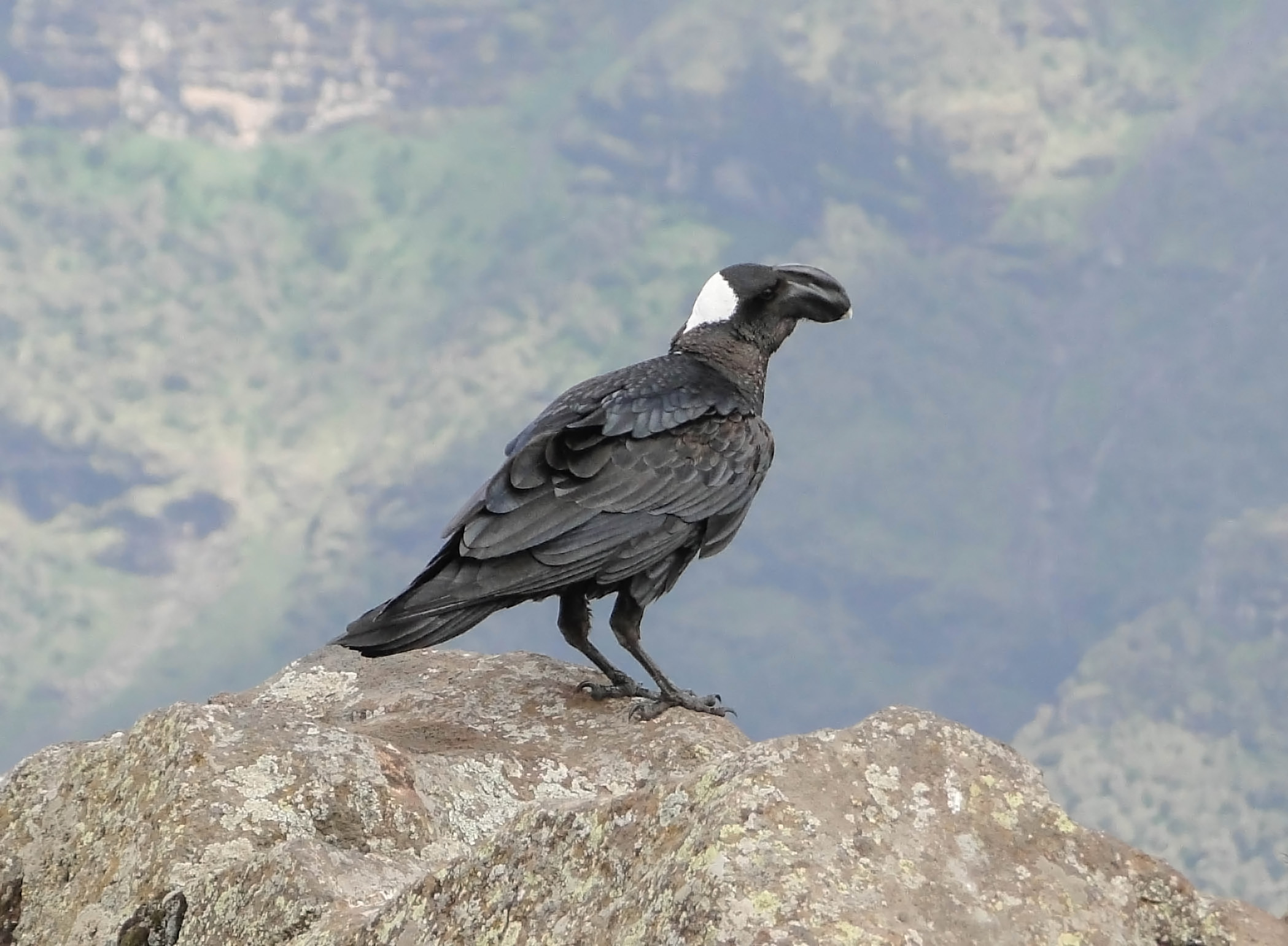
Товстодзьобий ворон
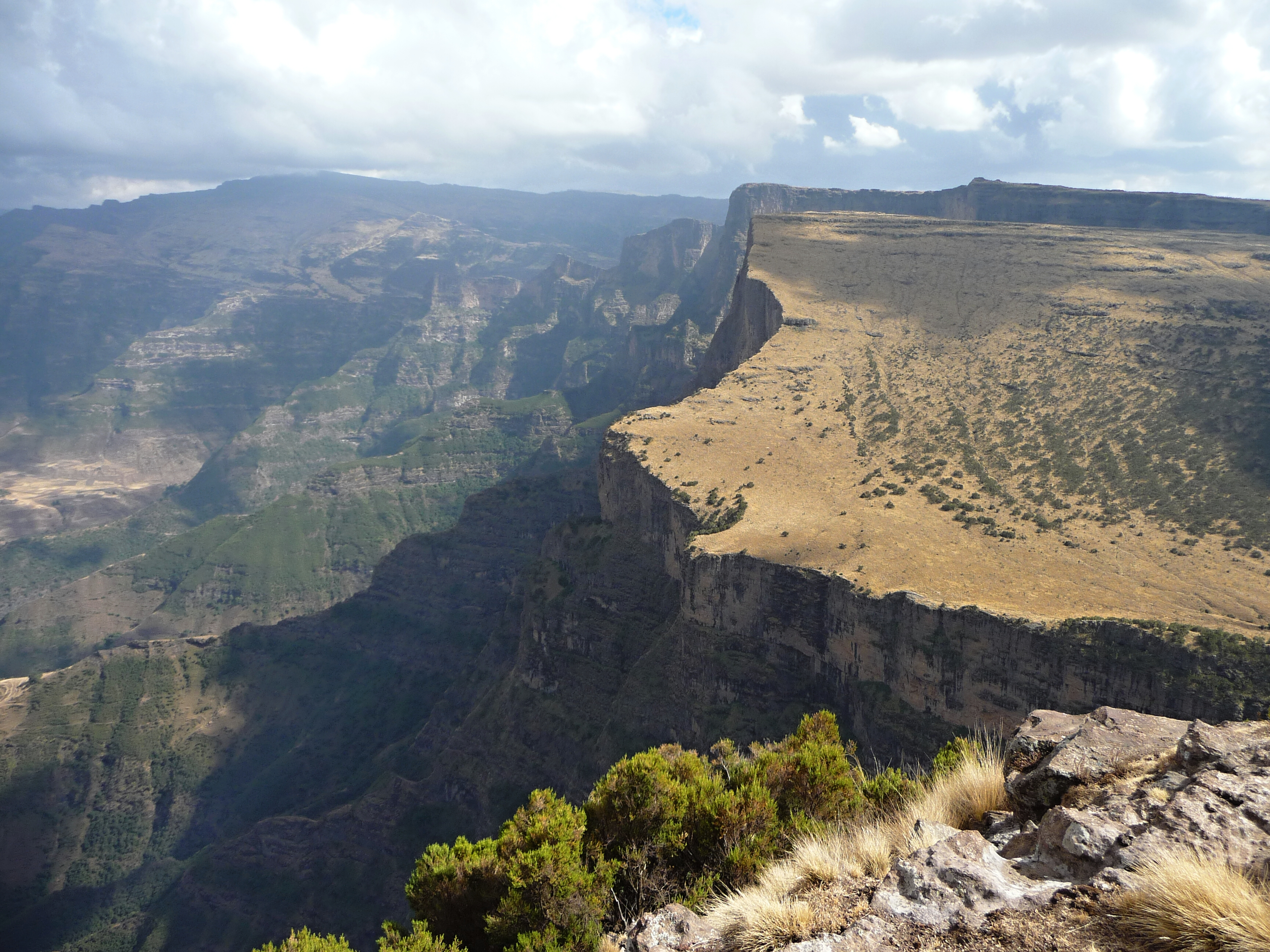
Скеля в національному парку

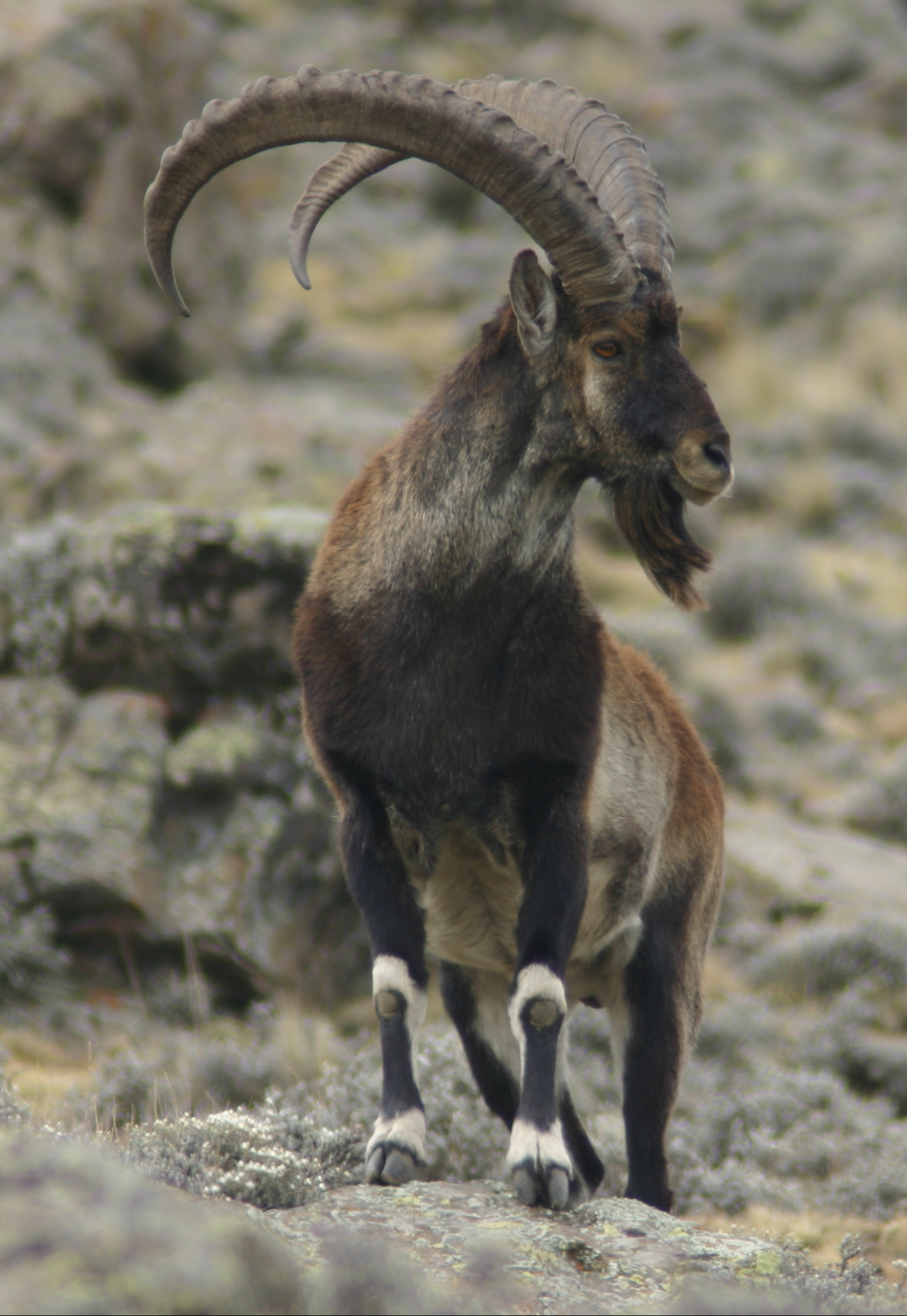
Ефіопський козел